# نارودنايا فوليا
نارودنايا فوليا (بالروسية: Народная воля)، وتعني بالعربية الإرادة الشعبية، هي منظمة روسية سياسية ثورية لاقت شهرة كبيرة لاغتيالها للقيصر ألكسندر الثاني وبسبب سريتها وقوتها مقارنة بالمنظمات التحررية الأخرى في الإمبراطورية الروسية. كان للمنظمة لجنة تنفيذية بها الكسندر ميخائيلوف، ألكسندر كيفاتوفسكي، اندريه زيليابوي، صوفيا بيروفسكايا، فيرا فينجر، نيكولاي موروزوف، ميخائيل فرولنكو، ليف تيخوميروف، الكسندر بارانيكوف، آنا ياكيموفا، ماريا أوشانينا.
كانت اللجنة التنفيذية مسؤولة عن شبكة من المنظمات المحلية والخاصة (التي تتألف من العمال والطلاب وأفراد من الجيش). في 1879-1883 ، كان لنارودنايا فوليا ما يقرب فرع في خمسين مدينة، ولا سيما في أوكرانيا ومنطقة الفولغا. على الرغم من أن عدد أعضائها لم يتجاوز 00 ، كان نارودنايا فوليا بضعة آلاف من الأتباع.

## التاريخ

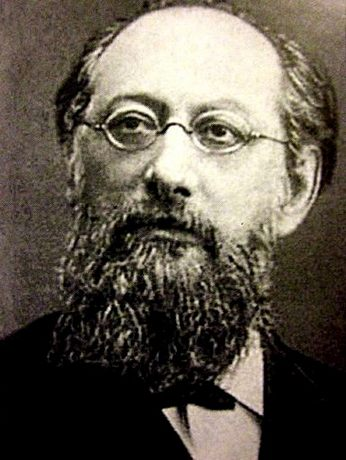
Mark Andreyevich Natanson (1851–1919) was one of the founders of Zemlya i Volya, predecessor of Narodnaya Volya.

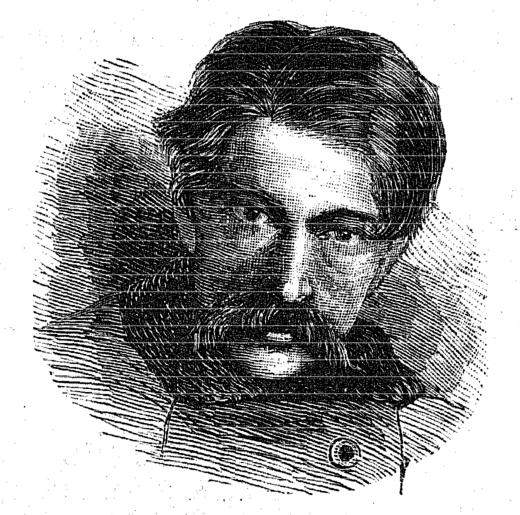
Zemlya i Volya member Alexsandr Konstantinovich Soloviev (1846–1879) was executed after failing to shoot Tsar Alexander II.

## اغتيال القيصر ألكسندر الثاني
انظر إلى اغتيال ألكسندر الثاني قيصر روسيا.